# Malirekus iroquois
Malirekus iroquois är en bäcksländeart som beskrevs av Bill P.Stark och Szczytko 1988. Malirekus iroquois ingår i släktet Malirekus och familjen rovbäcksländor. Inga underarter finns listade i Catalogue of Life.